# Spermacoce argillacea
Spermacoce argillacea är en måreväxtart som beskrevs av Harwood. Spermacoce argillacea ingår i släktet Spermacoce och familjen måreväxter. Inga underarter finns listade i Catalogue of Life.